# 趙俶
趙 俶（ちょう しゅく、生没年不詳）は、元末明初の儒学者・教育者。字は本初。本貫は紹興府山陰県。

## 生涯
後至元元年（1335年）、進士に及第した。洪武6年（1373年）、召し出されて国子博士に任じられた。洪武帝は奉天殿に趙俶や国子助教の銭宰・貝瓊らを召し出して、国子監では孔子の定めた経書を教育するよう統一し、蘇秦や張儀のような縦横家の説を混ぜないように命じた。趙俶は十三経を定めて天下に頒布し、『戦国策』や陰陽讖緯の諸書を隠して学宮に陳列しないよう求めた。洪武7年（1374年）、洪武帝は諸生のうち優秀な者35人を選抜し、趙俶に命じてかれらを統括させ、古典籍を教えさせることにした。ほどなく李拡・黄義らが抜擢されて文華殿・武英殿の二堂に入って書を解説した。洪武9年（1376年）、趙俶は引退を願い出て、翰林院待制として致仕した。享年は81。
子に趙圭玉があり、兵部侍郎・萊州知州をつとめた。